# Cacaré Ibi
Cacaré Ibi (em egípcio: Qakare Ibi), cujo nome significa Forte é a Alma de Rá, foi um faraó durante o começo do Primeiro Período Intermediário (r. 2160–2055 a.C.), o 14º da VIII dinastia. Não deve ter governado sobre todo o Egito e sua base de poder era Mênfis. É um dos faraós melhor atestados desta dinastia devido a descoberta de sua pequena pirâmide ao sul de Sacará.

## Atestação
Cacaré é atestado na 56ª entrada da lista real de Abido, uma lista real que foi redigida aproximados 900 anos após o Primeiro Período Intermediário durante o reinado de Seti I (r. 1294–1279 a.C.). Segundo a última reconstrução de Kim Ryholt do Cânone de Turim, outro lista real compilada no período raméssida, Cacaré é também atestado na coluna cinco, linha 10 (Gardiner 4.11, von Beckerath 4.10). O cânone ainda indica que reinou por "dois anos, um mês e um dia".